# Graincourt (ancienne commune)
Pour les articles homonymes, voir Graincourt.
Ne doit pas être confondu avec Craincourt.

Graincourt est une ancienne commune de la Seine-Inférieure qui a existé jusqu'en 1822. À cette date, elle a été réunie à la commune de Derchigny qui est toujours appelée Derchigny-Graincourt dans la région. 

## Géographie
Graincourt est située dans le Petit Caux, sur la route de Dieppe à Eu (RD 925, ancienne RN 25). Graincourt étant plus proche de Dieppe et située sur la grande route a connu une forte croissance et a toujours été bien plus peuplée que Derchigny (même au moment de la fusion), ce qui peut expliquer le maintien de Graincourt dans l’appellation locale de la commune. Graincourt est à environ 1,5 km du centre de Derchigny.

## Histoire
- 1822 : Graincourt est réunie à Derchigny.

## Démographie
| 1793 | 1800 | 1806 | 1821 |
| ---- | ---- | ---- | ---- |
| 191  | 202  | 213  | 195  |

## Administration
| Période | Période | Identité                      | Étiquette | Qualité |
| ------- | ------- | ----------------------------- | --------- | ------- |
| 1792    | 1792    | Jacques Petiteville           |           |         |
| 1792    | 1794    | François Petit                |           |         |
| 1794    | 1794    | Guillaume Petiteville         |           |         |
| 1794    | 1806    | M. Leborgne                   |           |         |
| 1806    | 1809    | Jean Berthe                   |           |         |
| 1809    | 1817    | Jacques Clémence              |           |         |
| 1817    | 1821    | Valery Allix                  |           |         |
| 1821    | 1822    | Ferdinand Varin de Saint-Ouen |           |         |

## Lieux et monuments
- Église Saint-Valery, vestiges du XIe siècle.